# What If... T'Challa Became a Star-Lord?
"What If... T'Challa Became a Star-Lord?" es el segundo episodio de la primera temporada de la serie de televisión animada estadounidense What If...?, basada en la serie de Marvel Comics del mismo nombre. Explora lo que sucedería si los eventos de las películas del Universo cinematográfico de Marvel (MCU) Guardianes de la Galaxia (2014) y Black Panther (2018) ocurrieran de manera diferente, con Yondu Udonta y los Ravagers secuestrando a un joven T'Challa en lugar de Peter Quill. El episodio fue escrito por el editor de historias Matthew Chauncey y dirigido por Bryan Andrews.
Jeffrey Wright narra la serie como el Vigilante, y este episodio también cuenta con las voces de Chadwick Boseman (T'Challa), Michael Rooker (Udonta), Josh Brolin, Benicio del Toro, Kurt Russell, Ophelia Lovibond, Carrie Coon, Tom Vaughan- Lawlor, Karen Gillan, Djimon Hounsou, John Kani, Sean Gunn, Chris Sullivan, Seth Green y Danai Gurira. La serie comenzó a desarrollarse en septiembre de 2018, Andrews se unió poco después y se esperaba que muchos actores repitieran sus papeles de las películas del MCU. La animación del episodio estuvo a cargo de Blue Spirit, con Stephan Franck como jefe de animación. El episodio muestra el impacto que tendría T'Challa en toda la galaxia y está dedicado a Boseman, quien murió en agosto de 2020.
"What If... T'Challa Became a Star-Lord?" se estrenó en  Disney+ el 18 de agosto de 2021. Los críticos encontraron que el episodio fue una mejora con respecto al estreno de la serie, elogiando su premisa, la trama del atraco y los cambios realizados en los personajes existentes de MCU como el reformado Thanos de Brolin. Las actuaciones de Boseman, Hounsou y Brolin también recibieron elogios, y Boseman ganó póstumamente un Primetime Emmy Award por su actuación.

## Trama
En 1988, los Devastadores son contratados por el Celestial Ego, para recuperar a su hijo Peter Quill de la Tierra. El líder devastador Yondu Udonta asigna esta tarea a sus subordinados Kraglin Obfonteri y Taserface, quienes secuestraron por error al joven príncipe T'Challa de Wakanda, aunque termina aceptándolo en su tripulación.
20 años después, T'Challa es un famoso pirata y héroe galáctico conocido como Star-Lord. Ha reformado a los Devastadores, que ahora están inspirados en el héroe de la Tierra Robin Hood y sus Hombres Alegres, y ha persuadido a Thanos para que abandone su plan de eliminar la mitad de toda la vida en el universo y se convierta en miembro de los Devastadores. También cree que Yondu intentó devolverlo a Wakanda cuando era niño, pero no pudo al ver que su hogar había sido destruido por una guerra. Mientras obtiene un orbe que contiene la Gema de Poder del planeta Morag, T'Challa recluta a Korath el Perseguidor, quien se le declara como su admirador para unirse a los Devastadores.
Nebula se acerca a los Devastadores y les propone un atraco para robar uno de los artefactos de Taneleer Tivan / El Coleccionista: las Brasas del Génesis, un polvo cósmico capaz de terraformar ecosistemas y erradicar el hambre galáctica. En el cuartel general de Tivan en Knowhere, los Devastadores distraen a sus secuaces de la Orden Negra mientras Nebula y Yondu le ofrecen el Orbe, lo que permite a T'Challa infiltrarse en la vasta colección de artefactos de Tivan. Mientras escapa cuando se alerta de la presencia de los Devastadores, encuentra una nave espacial de Wakanda enviada a buscarlo y se da cuenta de que Yondu mintió sobre Wakanda. Todos los Devastadores son capturados cuando Nébula aparentemente los traiciona ante Tivan.
T'Challa condena la práctica de Tivan de encarcelar a otros en su colección, lo que inspira a la asistente de Tivan, Carina, a dispararle a Ebony Maw y liberarlo. Nébula le dispara a Corvus Glaive y rescata al resto de los Devastadores, revelando que ella y T'Challa planearon una triple cruz que le permitió adquirir las Brasas. Nebula y Thanos derrotan a Cull Obsidian y Proxima Midnight, mientras que T'Challa y Yondu derrotan a Tivan. Carina libera a los numerosos cautivos de Tivan, dejando a Tivan a su merced.
T'Challa perdona a Yondu por haberle mentido y regresan a la Tierra para que T'Challa se reúna con su familia en Wakanda. Mientras tanto en la Tierra, un mayor Quill que esta trabajando como conserje de Dairy Queen  recibe la visita de Ego.

## Producción

### Desarrollo
En septiembre de 2018, Marvel Studios estaba desarrollando una serie de antología animada basada en la serie de cómics What If...?, que explorarían cómo se alterarían las películas del Universo Cinematográfico de Marvel (MCU) si ciertos eventos ocurrieran de manera diferente.    El director Bryan Andrews se reunió con el ejecutivo de Marvel Studios, Brad Winderbaum, sobre el proyecto ya en 2018,  y su participación se anunció en agosto de 2019.  Andrews y Winderbaum son productores ejecutivos junto con el escritor principal AC Bradley, Kevin Feige, Louis D'Esposito y Victoria Alonso.  El editor de historias Matthew Chauncey escribió el segundo episodio,  titulado "What If... T'Challa Became a Star-Lord?",  que presenta una historia alternativa de las películas Guardianes de la Galaxia (2014) y Black Panther (2018). El episodio está dedicado a la estrella Chadwick Boseman, quien repitió su papel de Black Panther antes de su muerte en agosto de 2020. "What If... T'Challa Became a Star-Lord?" se lanzó en Disney+ el 18 de agosto de 2021.

### Escritura
El episodio fue escrito entre enero y febrero de 2019. En la historia alternativa del episodio, Yondu Udonta y los Ravagers secuestran a un joven T'Challa en lugar de Peter Quill, y T'Challa se convierte en el héroe Star-Lord.  Los escritores querían explorar cómo sería si Yondu secuestrara a un niño diferente, y se decidieron por T'Challa cuando se dieron cuenta de que tenía la misma edad que Peter Quill. Boseman leyó las primeras versiones del guion del episodio para asegurarse de que se mantuvieran fieles al personaje de T'Challa, ya que él es un modelo a seguir y un héroe para los espectadores más jóvenes. El director de Guardianes de la Galaxia, James Gunn, también dio notas sobre el guion, especialmente sobre cómo utilizó a los Devastadores, mientras que al escritor y director de Black Panther, Ryan Coogler, y al productor ejecutivo Nate Moore se les mostró el guion para asegurarse de que fuera un Fiel adaptación de T'Challa y su mundo. El episodio está inspirado en películas de atracos,  con Bradley tomando una influencia específica para el tono del episodio de la película Ocean's Eleven (2001); esto se volvió un poco más grave después de la muerte de Boseman.
Boseman sintió que el episodio le permitió a T'Challa tener "más un guiño y una sonrisa" sin la presión de ser rey, pero aún así conservó su "brújula moral".  Bradley describió a T'Challa como un personaje que cambia su entorno en lugar de tener un personaje en sí mismo, diciendo: "Él no pasa por una transformación, transforma el mundo".   Por lo tanto, los escritores querían ver cómo T'Challa podía "transformar el espacio exterior",  y decidieron que se convertiría en una figura parecida a Robin Hood que está "creando el mejor mundo para las personas, creando la mejor vida" sin dejar de ser fiel a quien es.  El episodio explora el "efecto dominó" que esto tiene en toda la galaxia,  lo que resulta en cambios con respecto a las películas de MCU, como Guardianes de la Galaxia que nunca se forman; los Devastadores se convierten en una "operación más noble y estricta";  y el supervillano Thanos siendo reformado y uniéndose a los Devastadores. Los escritores inicialmente evitaron abordar a Thanos en el episodio, pero lo agregaron cuando se dieron cuenta de que podría ser un buen ejemplo para mostrar las diferencias en este universo causadas por T'Challa. Una broma recurrente a lo largo del episodio es que Thanos todavía cree que su plan para eliminar la mitad del universo habría funcionado.  Este cambio en Thanos creó el "vacío de poder" que permite a Taneleer Tivan / The Collector convertirse en un supervillano, y también permite que Nebula, la hija adoptiva de Thanos, sea retratada como una persona mejor adaptada. Los escritores optaron por insinuar una relación entre Nebula y T'Challa porque no sentían que Gamora fuera una buena opción romántica para T'Challa como lo fue para Quill en las películas de Guardianes de la Galaxia .  Esto le da a Nebula un papel tipo mujer fatal / Tess Ocean en el episodio, con esta versión del personaje comercializada como "Heist Nebula".

### Casting y grabación de voz.

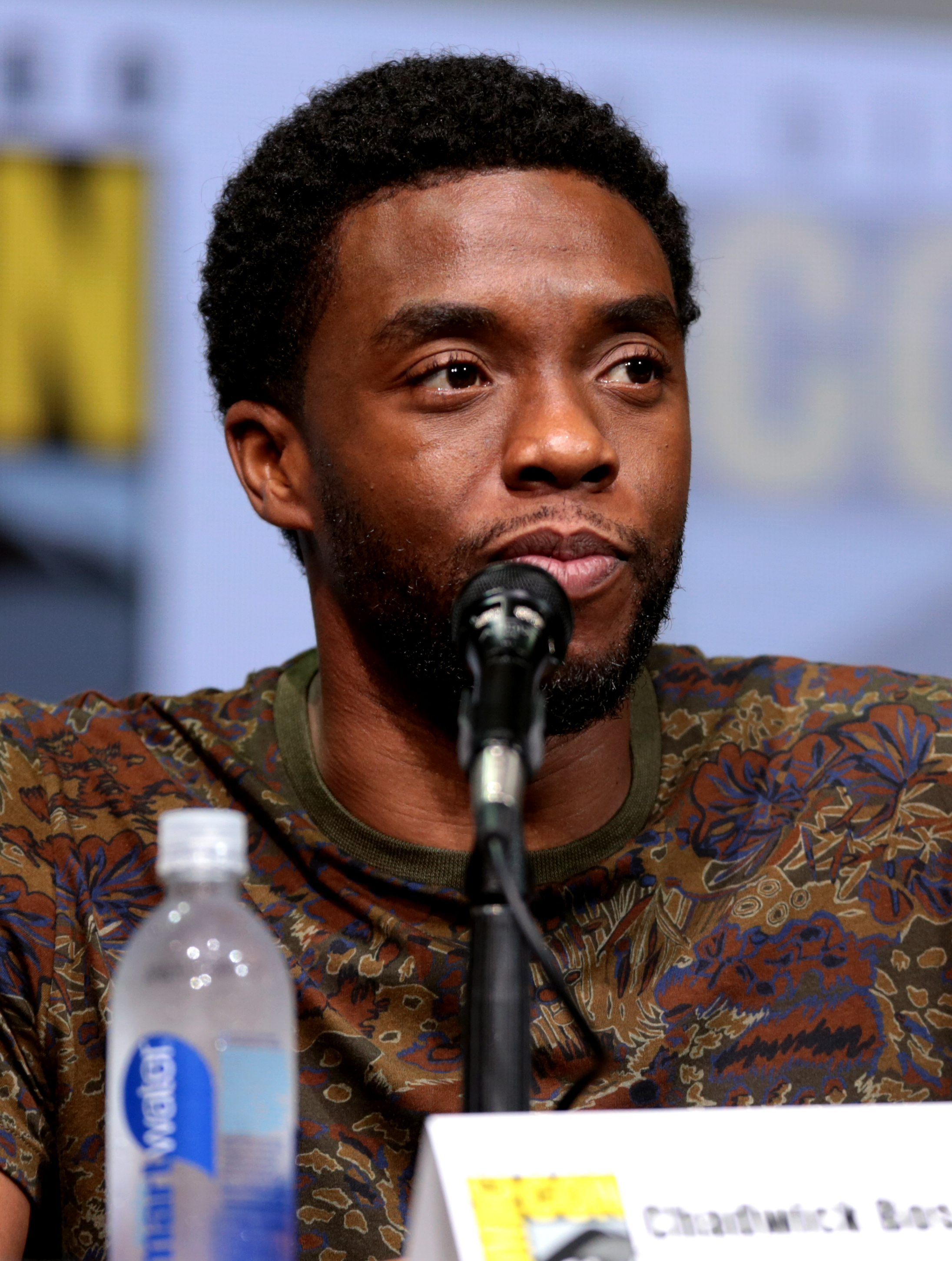
El episodio está dedicado a Chadwick Boseman, quien interpreta a Star-Lord T'Challa y murió en agosto de 2020.

Jeffrey Wright narra el episodio como el Vigilante, y Marvel planea que otros personajes de la serie tengan la voz de los actores que los interpretaron en las películas del MCU. Este episodio está protagonizado por Chadwick Boseman de Black Panther como Star-Lord T'Challa, con Maddix Robinson expresando una versión joven del personaje. Las estrellas de Black Panther, Danai Gurira y John Kani, también repiten sus papeles para el episodio, como Okoye y T'Chaka, respectivamente. Regresan de Guardianes de la Galaxia: Michael Rooker como Yondu Udonta, Josh Brolin como Thanos, Benicio del Toro como Taneleer Tivan / The Collector, Ophelia Lovibond como Carina, Karen Gillan como Nebula, Djimon Hounsou como Korath the Pursuer, Sean Gunn como Kraglin Obfonteri y Seth Green como Howard el pato.  Green, fanático del original comic What If...?, grabó sus líneas antes del lanzamiento de Avengers: Endgame (2019). Chris Sullivan y Kurt Russell repiten sus respectivos papeles de Taserface y Ego de Guardianes de la Galaxia Vol. 2 (2017), mientras que Carrie Coon y Tom Vaughan-Lawlor retoman sus papeles de Avengers: Infinity War (2018) como miembros de Black Order Proxima Midnight y Ebony Maw.  Los personajes del MCU Ramonda, Shuri, Cull Obsidian y Cosmo the Spacedog aparecen en papeles que no hablan.
Fred Tatasciore da voz a Drax y Corvus Glaive en el episodio, reemplazando a los actores originales Dave Bautista y Michael James Shaw, respectivamente.  Bautista indicó que Marvel no le pidió que fuera parte de la serie, lo que sorprendió a Winderbaum, quien asumió que hubo una falta de comunicación en algún momento porque creía que a todos los actores del MCU se les pidió, a través de sus agentes o directamente, que participaran en la serie. Brian T. Delaney le da voz a Peter Quill, reemplazando a Chris Pratt,  mientras que Tanya Wheelock le da voz a una Ravager femenina.  
What If...? fue la última actuación de Boseman. Andrews dijo que Boseman abordó las sesiones de grabación de voz "desde el punto de vista de un actor con formación teatral", leyendo las descripciones de las escenas entre líneas para que pareciera una obra de teatro. Según Andrews, Boseman disfrutó de esta versión del personaje porque era "el Rey sin el manto, la realeza y todo lo que conlleva". Esto permitió a Boseman aportar un enfoque más ligero y una sensación de "broma" a la actuación.  Después de esta experiencia, Boseman había discutido incorporar elementos de esta versión "Gung ho" del personaje en Black Panther: Wakanda Forever (2022) con Feige y Coogler. Se había estado desarrollando una serie derivada centrada en Star-Lord T'Challa, pero quedó en el "limbo" después de la muerte de Boseman. Nebula llama coquetamente a T'Challa "Cha Cha" en el episodio, que fue una improvisación de Gillan que los creativos disfrutaron y agregaron a múltiples escenas, ya que esas bromas son un elemento básico del género de atracos. Gunn también improvisó una línea que Bradley consideró la más divertida del episodio, pero finalmente fue cortada.  Los creativos se refirieron en broma a la versión del episodio de Thanos como "California Thanos" debido al enfoque "suave" de Brolin para la grabación, como si estuviera "pasando el rato en pantalones cortos".

### Animación
La animación del episodio fue proporcionada por Blue Spirit, con Stephan Franck como jefe de animación.Andrews desarrolló el estilo de animación cel-shaded de la serie con Ryan Meinerding, jefe de desarrollo visual de Marvel Studios. Aunque la serie tiene un estilo artístico consistente, elementos como la paleta de colores difieren entre episodios; Meinerding afirmó que este episodio tiene más un estilo de ciencia ficción en comparación con el episodio anterior.  El arte conceptual del episodio se incluye durante los créditos finales y Marvel lo publicó en línea después del estreno del episodio.
Para representar la versión "amigable" de los personajes del episodio, como Thanos, Meinerding quería diferenciarlos de sus homólogos del MCU mediante el diseño de vestuario, pero también buscó formas de utilizar diferentes expresiones faciales. Querían que el disfraz de T'Challa en el episodio fuera una "versión más sexy de Peter Quill [con] ropa más fresca y gafas moradas", y el diseñador de producción Paul Lasaine señaló que la influencia de T'Challa en su entorno se refleja agregando acentos morados a Los antecedentes del episodio. Andrews quería que el entorno del Museo del Coleccionista fuera mucho más grande que en Guardianes de la Galaxia, donde se representa como una única habitación llena de vitrinas. En el episodio hay varias habitaciones, y hay algunas tomas con tantas cajas de fondo que sería muy difícil crearlas todas sobre un fondo pintado con las perspectivas correctas. El equipo de diseño de producción utilizó diferentes técnicas para representar esto, como pintar cuadrados simples en un patrón o usar cajas generadas por computadora. Lasaine consideró que estas técnicas funcionaron bien para crear "una versión ilustrada [del entorno]. Es más una versión simbólica de un lugar que el lugar en sí".

### Música
La compositora Laura Karpman combinó elementos de partituras existentes del MCU con música original para la serie, haciendo referencia específica a elementos de la partitura de Guardianes de la Galaxia de Tyler Bates y la partitura de Black Panther de Ludwig Göransson para este episodio. Los combinó tomando los elementos no orquestales de la partitura de Göransson, incluidos sonidos electrónicos e instrumentos y voces étnicos, y mezclándolos con el tema principal orquestal de Bates, Guardianes de la Galaxia, así como con la música orquestal original del episodio. Karpman pensó que las dos partituras "extrañamente [funcionan] bastante bien juntas". Gran parte de su música original para el episodio es para las escenas del atraco, para las cuales escribió música de "jazz maravilloso" inspirada en Ocean's Eleven que describió como "un baile con imagen". También escribió música para "T'Challa cantina" que requirió mucha delicadeza para que sonara como una lista de reproducción que T'Challa pudiera escuchar.
Marvel Music y Hollywood Records lanzaron digitalmente una banda sonora para el episodio el 23 de agosto de 2021, con la partitura de Karpman. La última pista, "A Prince Goes Home", se escucha sobre la dedicatoria a Boseman al final del episodio.  Combina nueva música para la secuencia con el tema de Karpman para The Watcher, y esperaba que la audiencia se sintiera conmovida.  También compartió la canción a través de Twitter el 28 de agosto, aniversario de la muerte de Boseman.

## Marketing
El 19 de agosto de 2021, Marvel lanzó un póster promocional para el episodio, con elementos del diseño Star-Lord y Wakandiano de T'Challa, así como una cita del episodio. Marvel también anunció productos inspirados en el episodio como parte de su promoción semanal "Marvel Must Haves" para cada episodio de la serie, incluyendo ropa, accesorios, Funko Pops, Marvel Legends y sets de Lego basados en Star-Lord T'Challa y Heist Nebula.

## Recepción

### Audiencia
De acuerso con Nielsen Media Research, que mide el número de minutos vistos por el público estadounidense en televisores, What If...? fue la novena serie original más vista en los servicios de transmisión durante la semana del 16 al 22 de agosto de 2021, con 225 millones de minutos vistos.

### Respuesta crítica
El sitio web agregador de reseñas Rotten Tomatoes informó una calificación de aprobación del 100% con una puntuación promedio de 9,7/10 basada en 5 reseñas.

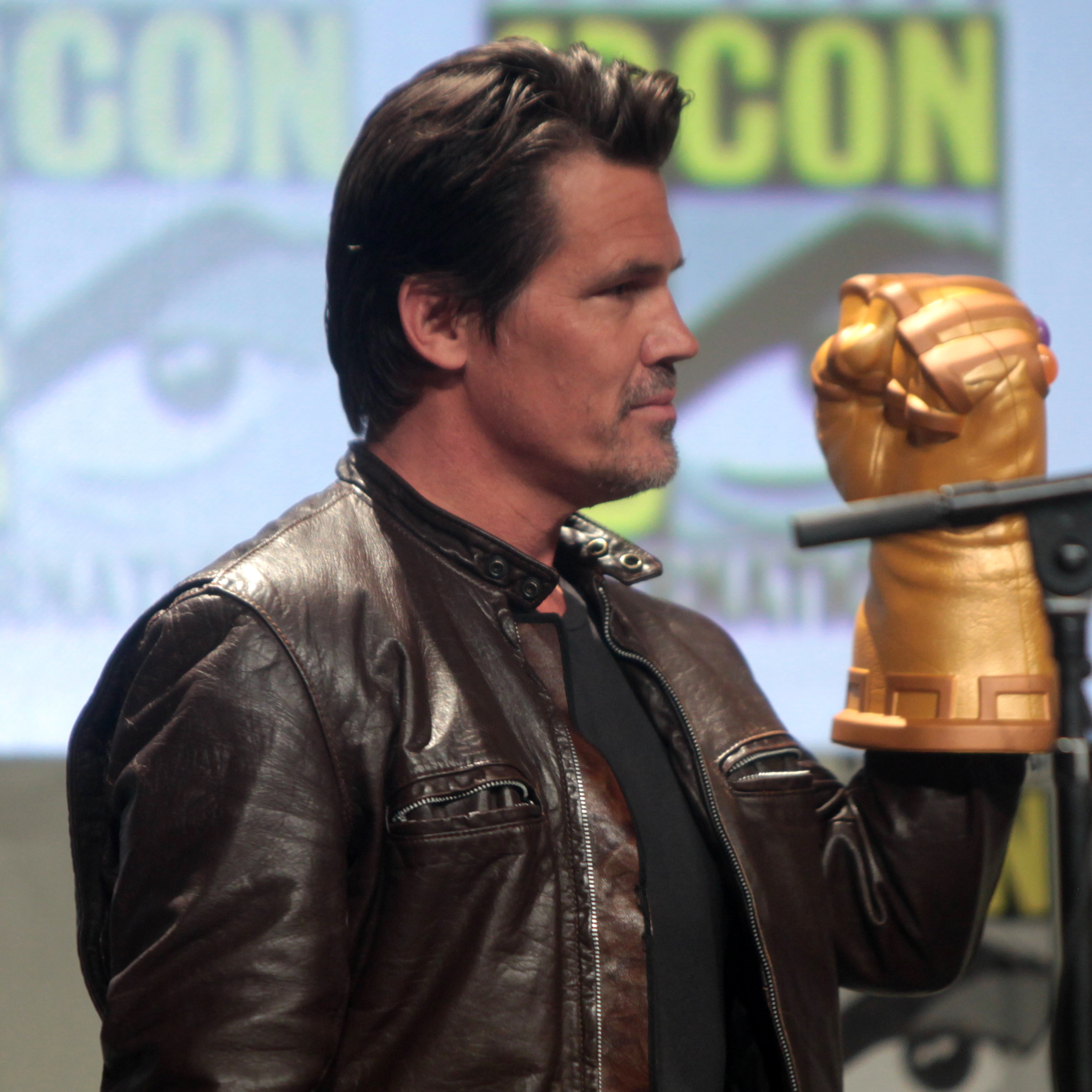
La interpretación de Josh Brolin de Thanos en el episodio fue destacada por los críticos.

Angie Han de The Hollywood Reporter consideró que el episodio "combina la tontería de las películas de Guardianes de la Galaxia con el heroísmo serio de Black Panther con un efecto delicioso, y en el proceso le permite a Chadwick Boseman expresar una versión más ligera y divertida de su amado personaje", y agregó que fue "sin duda el mejor" de los tres episodios que los críticos pudieron revisar antes del lanzamiento de la serie. Ella sintió que el episodio "valía el precio de la entrada sólo para escuchar a Nebula referirse coquetamente a T'Challa como 'Cha Cha'". Tom Jorgensen de IGN le dio al episodio un 8 sobre 10 y lo describió como "30 minutos divertidos de [televisión]" que "va a por todas" con sus cambios en los personajes existentes del MCU. Encontró que encajaba mejor con el formato y estilo de la serie que el primer episodio "sorprendentemente promedio" de la serie, y destacó la elección "audaz" de que uno de los cambios de este episodio fuera un Thanos reformado con "Big Dad Energy". Jorgensen elogió la actuación de Boseman como una "alegría absoluta", pero sintió que los otros actores del MCU que regresaron tuvieron un "éxito desigual" al traducir sus actuaciones a la animación a pesar de ser mejores en general en comparación con el episodio anterior.
Escribiendo para The AV Club, Sam Barsanti le dio al episodio una "B", encontrándolo aún más divertido de lo que sugería la premisa con una secuencia de atraco que "alcanzaba todos los aspectos más destacados de las travesuras principales". Barsanti criticó la actuación de voz, incluidas las actuaciones de Boseman, Rooker y Gillan, por perder una "chispa" en sus versiones de acción en vivo, pero lo atribuyó en parte al estilo de animación de la serie. También dio a Hounsou y Brolin como excepciones a esto, sintiendo que Hounsou en particular merecía tener más trabajo de doblaje y comedia basado en esta actuación. Kirsten Howard de Den of Geek le dio al episodio 3.5 de 5 estrellas y dijo que el episodio fue consistentemente divertido al mostrar cuánto mejor es T'Challa como Star-Lord que Peter Quill. Disfrutó de esta versión de Thanos y de ver a Howard the Duck, y sintió que era "difícil no ahogarse durante la escena final del episodio en Wakanda" sabiendo que What If...? fue la última actuación de Boseman. Charlies Pulliam-Moore de io9 sintió que el episodio "convierte a T'Challa en una pieza central interesante para que el universo más grande se mueva" y que el personaje "convertirse en un pirata espacial humanitario funciona completamente a nivel de personaje y se presta a la rápida evolución del episodio de Historia de atracos a un ritmo trepidante".  Alan Sepinwall de Rolling Stone sintió que el episodio aprovechó mejor la premisa de la serie que el primer episodio, y también utilizó bien la "facilidad subestimada con la comedia ligera" de Boseman para su trama de atraco "bien ejecutada". Sepinwall dijo que se había pensado mucho en mostrar cómo T'Challa alteraría el lado cósmico del MCU, y disfrutó particularmente del impacto del personaje en Thanos.

### Reconocimientos
Boseman ganó el premio mejor actuación de voz en off de un personaje en los 74th Primetime Creative Arts Emmy Awards.